# Emil Keßler

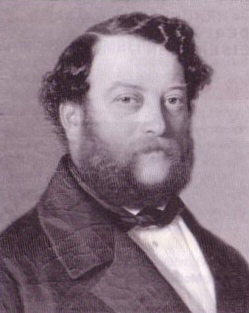
Emil Kessler (1867)

Emil Julius Carl von Keßler,  auch Kessler geschrieben, (* 20. August 1813 in Baden-Baden; † 16. März 1867 in Esslingen am Neckar) war ein deutscher Unternehmer und Gründer der Maschinenbau-Gesellschaft Karlsruhe und der Maschinenfabrik Esslingen.

## Berufsleben
Keßler besuchte in Baden-Baden das Pädagogium und studierte später Bauingenieurwesen und Maschinenbau am Polytechnikum Karlsruhe. 1837 gründete er mit Theodor Martiensen in Karlsruhe die Maschinenfabrik Emil Kessler & Theodor Martiensen, in der Geräte, Kleinmaschinen und Eisenbahnzubehör gefertigt wurden. 1840/1841 holte die Königliche Württembergische Eisenbahnkommission Angebote ein, um den Eisenbahnbau und die Rollmaterialbeschaffung für die Königlich Württembergischen Staats-Eisenbahnen in die Wege zu leiten, Keßler war mit seinem Angebot erfolgreich. 1841 fertigte er auch die erste in Baden gebaute Lokomotive mit dem Namen „Badenia“ für die Großherzoglich Badischen Staatseisenbahnnen.
Ab 1842 war Keßler Alleininhaber der neuen Firma Kesslers Maschinenfabrik. 1848 wurde sie in eine Aktiengesellschaft umgewandelt, wobei Keßler einen großen Teil seines Vermögens verlor. Er blieb jedoch Direktor, bis die Firma am 30. Oktober 1851 liquidiert und 1852 von der badischen Regierung erworben wurde. Nach diesem Verlust zog sich Keßler aus Karlsruhe zurück und siedelte am 2. Mai 1852 nach Esslingen über. Dort hatte er bereits 1845 die von der württembergischen Regierung initiierte Ausschreibung einer Maschinenfabrik gewonnen, die vor allem als Lieferant für Bahnmaterial gedacht war. So gründete Emil Keßler 1846 die Maschinenfabrik Esslingen westlich der Pliensaubrücke in Esslingen, die 1847 ihre erste Lokomotive auslieferte. Zu seinen Lebzeiten wurden insgesamt etwa 800 Lokomotiven gefertigt. Die Esslinger Schienenfahrzeuge waren wegen ihrer Eignung für Gebirgsregionen auch gefragte Exportprodukte.

## Privatleben

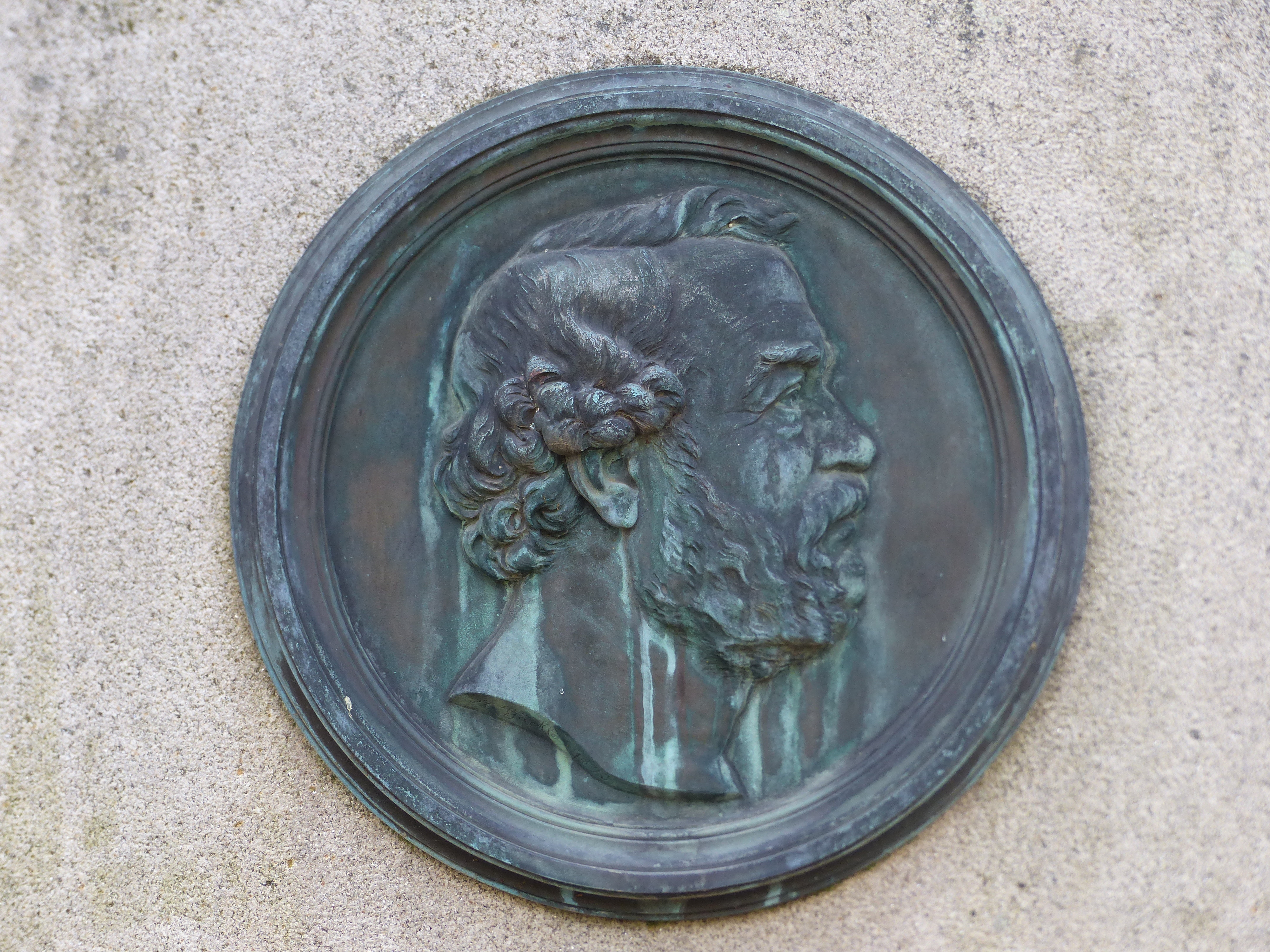
Grabstein auf dem Stuttgarter Pragfriedhof

Emil Keßler war zweimal verheiratet und hatte fünf Kinder. Aus der ersten Ehe mit Caroline Sachs (1815–1842) stammte der gleichnamige Sohn und Nachfolger Emil Keßler jun und die Tochter Carolina Keßler. In zweiter Ehe war Keßler mit Charlotte geb. Bauer (1820–1861) verheiratet. Aus dieser Ehe stammt der Sohn Ludwig Keßler, der die Maschinenfabrik Esslingen ab 1907 leitete und zwei weitere Töchter.
Emil Keßler Senior starb am 16. März 1867 in Esslingen an einem Herzschlag. Er wurde auf dem Hoppenlaufriedhof in Stuttgart beerdigt und später dann in ein Familiengrab auf dem Stuttgarter Pragfriedhof umgebettet.

## Nobilitierung
Emil Keßler wurde 1854 der Titel Ritter des Ordens der württembergischen Krone verliehen, welcher mit dem persönlichen Adelstitel verbunden war.